# 天曰ひよ
天曰 ひよ（、英: Amai Hiyo、中: 天曰 小雏、10月31日 - ）は、主にYouTube、bilibiliで活動している、日本のバーチャルYouTuber（以下、「VTuber」）。2024年6月よりレメディ・アンド・カンパニー（以下、「レメディ」）に所属している。大分県出身。血液型はO型。

## 概要
2019年6月にYouTubeで自己紹介動画を初投稿し、個人勢のVTuberとしてデビューした。「異世界から来た見習いシスター猫」という肩書で、デビュー当初は人間の少女姿の2Dモデルであったが、2020年8月にLive2Dモデルをリニューアルし新衣装と共に猫耳を備えたファンタジー風のビジュアルに変更された。Live2Dモデルはこの身長138センチメートルの「通常モデル」の他、身長50.2センチメートルの幼児体形の「ベビモデル」や大人姿の「大人モデル」の3種類を配信内容に応じて使い分けており、3種類それぞれに3Dモデルがある。3Dでは幼少期に新体操をしていた経験を活かしてダイナミックなパフォーマンスを披露した他、モーションアクターとしても活動している。お絵描きと料理が好きで、雑談配信やゲーム実況などを中心に活動している。ファンの総称は「ひよっこ」。
中国語圏向けにbilibiliでも2021年5月から配信活動を開始しており、中国語名は「天曰小雏（拼音: tiānyuē xiǎochú）」である。海外ファンも多く、英語、スペイン語、中国語などの外国語の勉強配信や外国語での歌ってみた動画の投稿も行っている。
2024年6月以降、医療コンサルティング企業のレメディ・アンド・カンパニー株式会社のバーチャルエンターテインメント事業に所属タレント第1号として加入し、同社の支援の下3Dライブ出演やオリジナル楽曲リリースなど活動の幅を広げている。

## 来歴

### 2019年
- 6月1日 - YouTubeチャンネルを開設[26]。
- 6月13日 - YouTubeに自己紹介動画を投稿しVTuberデビュー[7]。
- 6月16日 - YouTubeにて初配信を実施[8]。

### 2020年
- 8月29日 - YouTubeにて新Live2Dモデルお披露目配信を実施。キャラクターデザインが刷新され、猫耳付きの新衣装にモデルチェンジした[9]。
- 12月22日 - YouTubeのチャンネル登録者数が1万人を突破[27]。

### 2021年
- 1月17日 - YouTubeサブチャンネル「おやすみひよちゃん」を開設[28]。
- 1月30日 - YouTubeにて3Dモデルお披露目フルトラッキング配信を実施[29]。
- 4月17日 - YouTubeにてベビモデルのお披露目配信を実施[30]。
- 5月5日 - 中国の動画共有サービス、bilibiliでの初配信を実施[22]。
- 6月6日 - YouTubeのチャンネル登録者数が5万人を突破[31]。
- 6月13日 - YouTubeにてデビュー2周年記念フルトラッキング配信を実施[32]。
- 8月21日 - 「つんく♂×ボカロP×VTuber」によるリビルドプロジェクト企画『リビルドシリーズ①「でっかい宇宙に歌がある！」』への歌唱参加を発表[33]。
- 8月29日 - YouTube、bilibiliにてベビ3Dモデルお披露目フルトラッキング配信を実施[34][35]。
- 10月3日 - bilibiliにてチャンネルファン10万人到達記念フルトラッキング配信を実施[36]。

### 2022年
- 2月6日 - bilibiliにて春節記念フルトラッキング配信を実施[37]。
- 5月1日 - bilibiliにてチャンネルファン20万人到達記念、チャイナドレス風新衣装3Dモデルお披露目フルトラッキング配信を実施[38]。
- 10月30日 - YouTube、bilibiliにて誕生日記念フルトラッキング配信を実施[39][40]。
- 12月25日 - YouTubeにて大人モデルのお披露目配信を実施[41]。

### 2023年
- 10月31日 - YouTube、bilibiliにて誕生日記念、大人3Dモデルお披露目フルトラッキング配信を実施[42][43]。

### 2024年
- 5月5日 - bilibiliにてbilibiliデビュー3周年記念フルトラッキング配信を実施[44]。
- 6月14日 - レメディのバーチャルエンターテインメント事業参入に伴う所属第1号タレントとしてのマネジメント契約の締結を発表[4][45]。
- 6月16日 - YouTube、bilibiliにてデビュー5周年記念フルトラッキング配信を実施[46][47]。
- 7月27日 - bilibiliのチャンネルファン数が25万人を突破[48]。
- 10月31日 - YouTube、bilibiliにて誕生日記念フルトラッキング配信を実施[49][50]。配信内で初のオリジナル曲『ショートケーキガール』を初披露[25]。
- 12月23日 - オリジナル曲『ショートケーキガール』のミュージックビデオを公開。同日に楽曲配信開始[51]。

### 2025年
- 6月14日 - YouTube、bilibiliにてデビュー6周年記念フルトラッキング配信を実施[52][53]。

## ユニット
- たたひよ - VTuber「子招き猫たたまる（以下、「たたまる」）」とのコンビ名。デビュー当初から親交が深く、互いのYouTubeチャンネルでコラボ配信や歌ってみた動画の投稿を行っている[54]。「たたひよ」名義のXやTwitchのアカウントも開設している[55][56]。
- KittenParty - 新人猫VTuberグループ。2023年9月に天曰ひよ、たたまる、そらのとあ、猫音すずの4名で結成され[57]、2024年1月にPrima.Merill、瀬兎一也が新メンバーとして加入した[58]。グループのXアカウントや、YouTubeチャンネルを開設し、定期的にコラボ配信や歌ってみた動画の投稿を行っている[59]。2024年12月に猫音すず、Prima.Merill、瀬兎一也の3名の、個人活動との両立困難による卒業が発表され、以降は天曰ひよ、たたまる、そらのとあの3名で活動している[60]。
- レメキャット - レメディに所属するVTuber3名、天曰ひよ、たたまる、ChumuNoteの総称[61]。

## 出演

### イベント
- 渋谷をジャックせよ！in MAGNET by SHIBUYA109（2023年6月3日、MAGNET by SHIBUYA109）[62]
- ぶいかふぇ♪ Vol.18（2023年12月29日、秋葉原トークライブBAR from scratch）[63]
- ぶいかふぇ♪ Vol.49（2024年8月9日、秋葉原トークライブBAR from scratch）[64]
- VTuberオフ会 in JAPANNEXT BANQUET（2024年9月15日、JAPANNEXT BANQUET）[65]

### ラジオ番組
- ぶいかふぇ♪（2023年12月14日、文化放送） - ゲスト出演[66]

### 雑誌
- VTuberスタイル Vol.1（2021年8月31日、アプリスタイル） - インタビュー掲載[67]

## タイアップ
- どこでもキャッチャー（2021年1月23日 - 1月27日）[68]
- あにめのてんぷら Vtuber抱き枕プロジェクト（2021年11月19日 - 12月27日）[69]
- ぽっぷこーんミュージアム コラボコートデザイン（2022年1月）[70][71]
- 渋谷をジャックせよ！in MAGNET by SHIBUYA109 アンバサダー（2023年5月18日 - 6月7日）[72]
- KittenParty×自遊空間コラボキャンペーン（2024年8月18日 - 8月31日）[注釈 4][73]
- ポムの樹×バーチャル物産展コラボ「人類オムライス化計画リターンズ」（2024年12月6日 - 12月20日）[74]
- 渋谷愛ビジョンメッセージ投稿チャレンジ（2024年12月24日 - 12月26日）[51]
- てんにゃんかい 特別アンバサダー（2025年2月19日 - 2月25日）[注釈 5][75]
- 個室猫カフェMAOMAOコラボレーションイベント「ねこのよりみち」（2025年2月22日 - 3月9日）[注釈 5][76]

## ディスコグラフィ

### 配信限定シングル
| 発売日         | 楽曲                 | 備考                                                                              |
| -------------- | -------------------- | --------------------------------------------------------------------------------- |
| 2024年12月23日 | ショートケーキガール | 作詞・作曲：Capchii／編曲：Capchii 生誕記念ライブ（2024年10月31日配信）にて初披露 |

### 参加作品
| 発売日        | 商品名                                        | 楽曲                                   | 歌                                                                                                   | 備考 |
| ------------- | --------------------------------------------- | -------------------------------------- | --- | --- |
| 2021年9月29日 | リビルドシリーズ①「でっかい宇宙に歌がある！」 | でっかい宇宙に愛がある（リビルドVer.） | 天曰ひよ、シマナガエナ、紡音れい、乃々花りあら、日向あんず、譜奏棗、藤多柚衣、ぷろぽりす幸子、ぼすけ | つんく♂プロデュース「リビルドシリーズ」第1弾アルバム収録曲。原曲はモーニング娘。の楽曲で、複数VTuberによるコーラス参加。 |